# Alin Manea
Alin Mihai Manea (n. 9 ianuarie 1997, Buzău, România) este un fotbalist român, care joacă pe post de mijlocaș la Metalul Buzău în Liga a II-a.